# Салійчук Любов Леонідівна
Любов Леонідівна Салійчук (нар. 28 серпня 1951, село Гуменники, тепер Коростишівського району Житомирської області) — українська радянська діячка, доярка колгоспу «Комуніст» Коростишівського району Житомирської області. Депутат Верховної Ради УРСР 11-го скликання (у 1988—1990 роках).

## Біографія
Освіта середня.
З 1970-х років — доярка колгоспу «Комуніст» села Гуменники Коростишівського району Житомирської області. Пропрацювала дояркою тридцять один рік.
Потім — на пенсії в селі Гуменники Коростишівського району Житомирської області.

## Нагороди
- ордени
- медалі